# Ina Jung
Ina Jung (* 20. Jahrhundert in Gronau (Westf.) als Ina Treptau) ist eine deutsche Drehbuchautorin und Fernsehjournalistin.

## Leben
Ina Jung studierte Anglistik und Germanistik an der Rheinischen Friedrich-Wilhelms-Universität Bonn. Ab Mitte der 1980er Jahre wurde sie als Journalistin und Filmautorin für Reportagen und Dokumentationen beim Bayerischen Rundfunk tätig. Zusammen mit ihrem Ehemann Friedrich Ani schreibt sie seit den 2010er Jahren auch fiktionale Drehbücher. Für den Krimi Das unsichtbare Mädchen, der an dem realen Fall Peggy Knobloch angelehnt ist, wurde sie zusammen mit Ani mit dem Bayerischen Fernsehpreis ausgezeichnet, für Operation Zucker: Jagdgesellschaft 2016 mit der Romy geehrt.

## Filmografie (Auswahl)
- 2011: Das unsichtbare Mädchen
- 2016: Operation Zucker: Jagdgesellschaft
- 2016–2022: München Mord (Fernsehreihe, 7 Folgen)
- 2019: Wir wären andere Menschen
- 2019–2020: Das Quartett (Fernsehreihe, 2 Folgen)

## Bücher
- 2013: Der Fall Peggy – Die Geschichte eines Skandals, mit Christoph Lemmer, Droemer Knaur, ISBN 978-3426276112